# Mozsár (löveg)

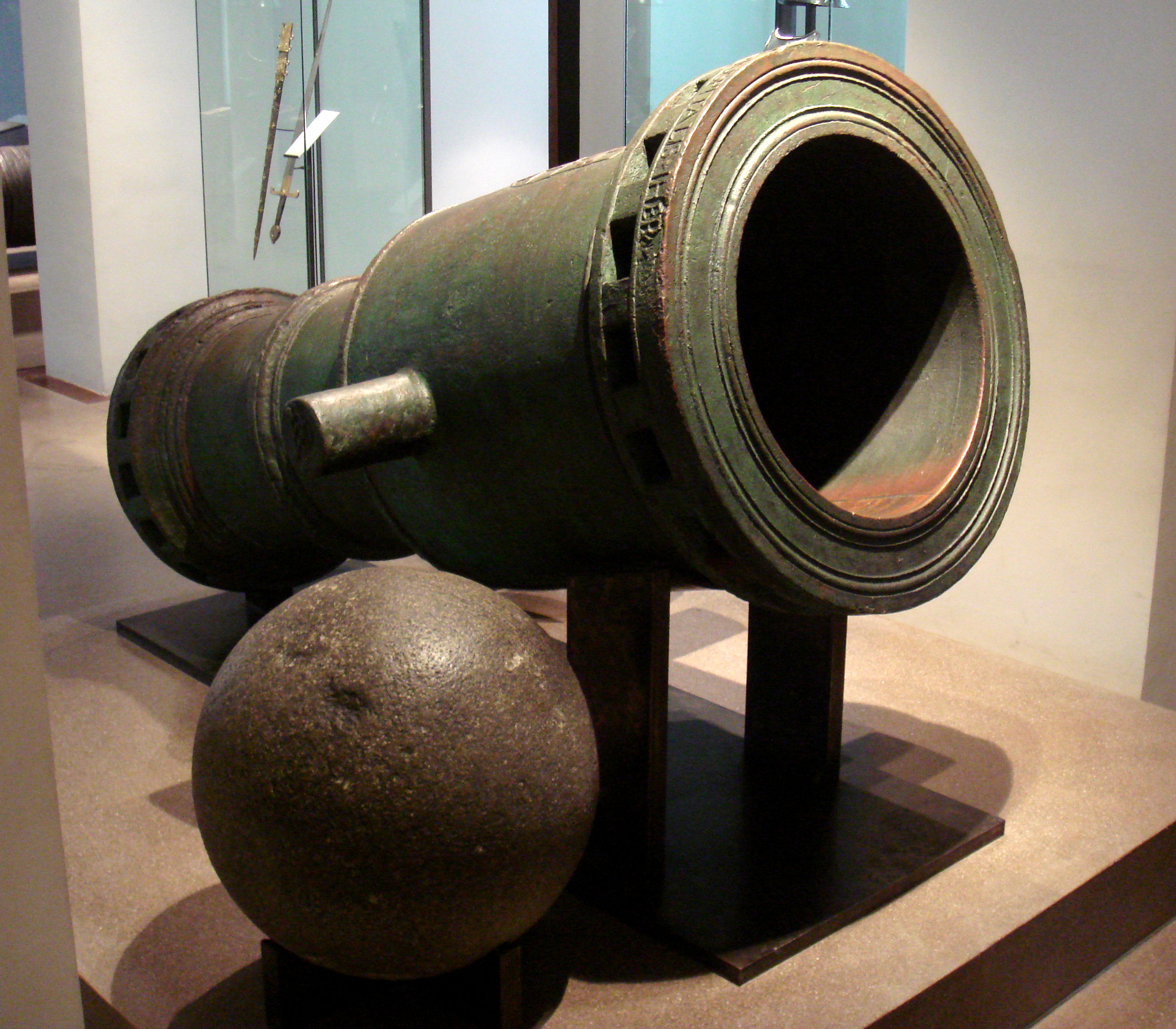
Rhodosz szigetén található, a keresztes lovagok várában 1480-1500 körül felállított mozsár és 260 kg tömegű lövedéke

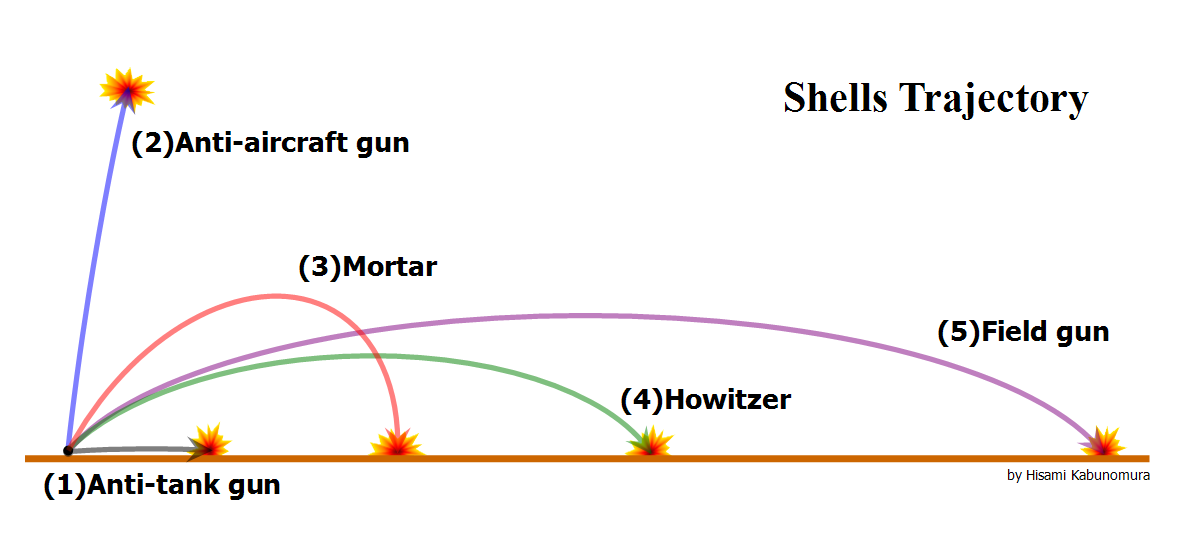
A szárazföldi tüzérségi eszközök lövedék-röppályái: 1. páncéltörő ágyú; 2. légvédelmi ágyú; 3. mozsár, aknavető; 4. tarack; 5. tábori ágyú

A mozsár (korabeli nevén bombarda, vagy bombázó) olyan rövid csövű tűzfegyver, amely nagy csőemelkedéssel (felső szögcsoporttal), meredek lövedékröppályán tüzel, kis hatótávolságra, nagy rombolóerejű lövedékkel. A három alapvető lövegtípus egyike (ágyú, tarack, mozsár). Nevét valószínűleg alakja és töltővesszője miatt a fűszertörő mozsár után kaphatta. A 19. század végétől az aknavető kiszorította a harcterekről, könnyebb szerkezete, kis tömegű, de hatásos lövedékei miatt praktikusabb volt elődjénél. A 19-20. századfordulón és után készítettek nagy lőtávolságú, hosszabb csövű igen nagy űrméretű mozsarakat is, amelyek így részlegesen az ágyúk szerepét is átvehették, innen a mozsárágyú nevük. Ezek a lövegek rendszerint csak vasúton voltak mozgathatóak, a vasúti lövegek családjába tartoznak. Mozsarakat alkalmaztak lánctalpas alvázakon is (pl. Brummbär, Sturmtiger), azonban a második világháború végével befejeződött pályafutásuk. Helyüket a különféle űrméretű könnyű-, közepes és nehézaknavetők vették át.
A Pallas nagy lexikona kézi mozsár címszó alatt (10. kötet) említ egy kis méretű és űrméretű, egy ember által mozgatható, vár- és vívóárokharcra alkalmas mozsarat, amely gyakorlatilag az aknavető elődjének tekinthető. Említ még kőmozsár címszó alatt „nagyöblű” mozsarat, „melyből 40-60 cm. átmérőjű kőgolyókat hajítottak az ostromlott várakba”. Ezt a Pallas szerint a 18. század elejéig alkalmazták. Lövedéke élőerő elleni bevetéskor két félgömb alakúra font kosár, melyben köveket helyeztek el, majd a két kosarat összekötötték gőmbszerűvé, és kilőtték.

## Története

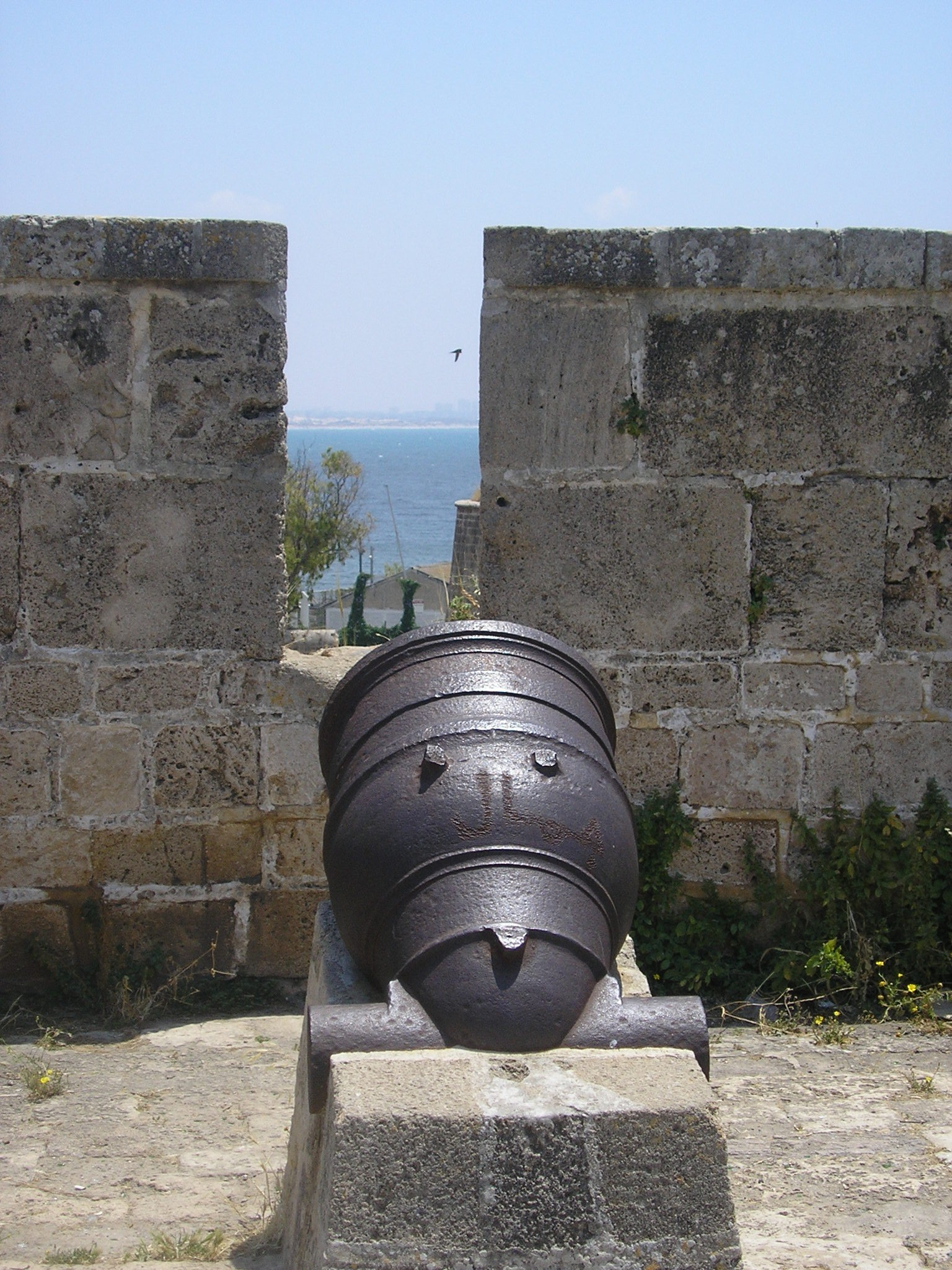
19. századi mozsár Akkra várában

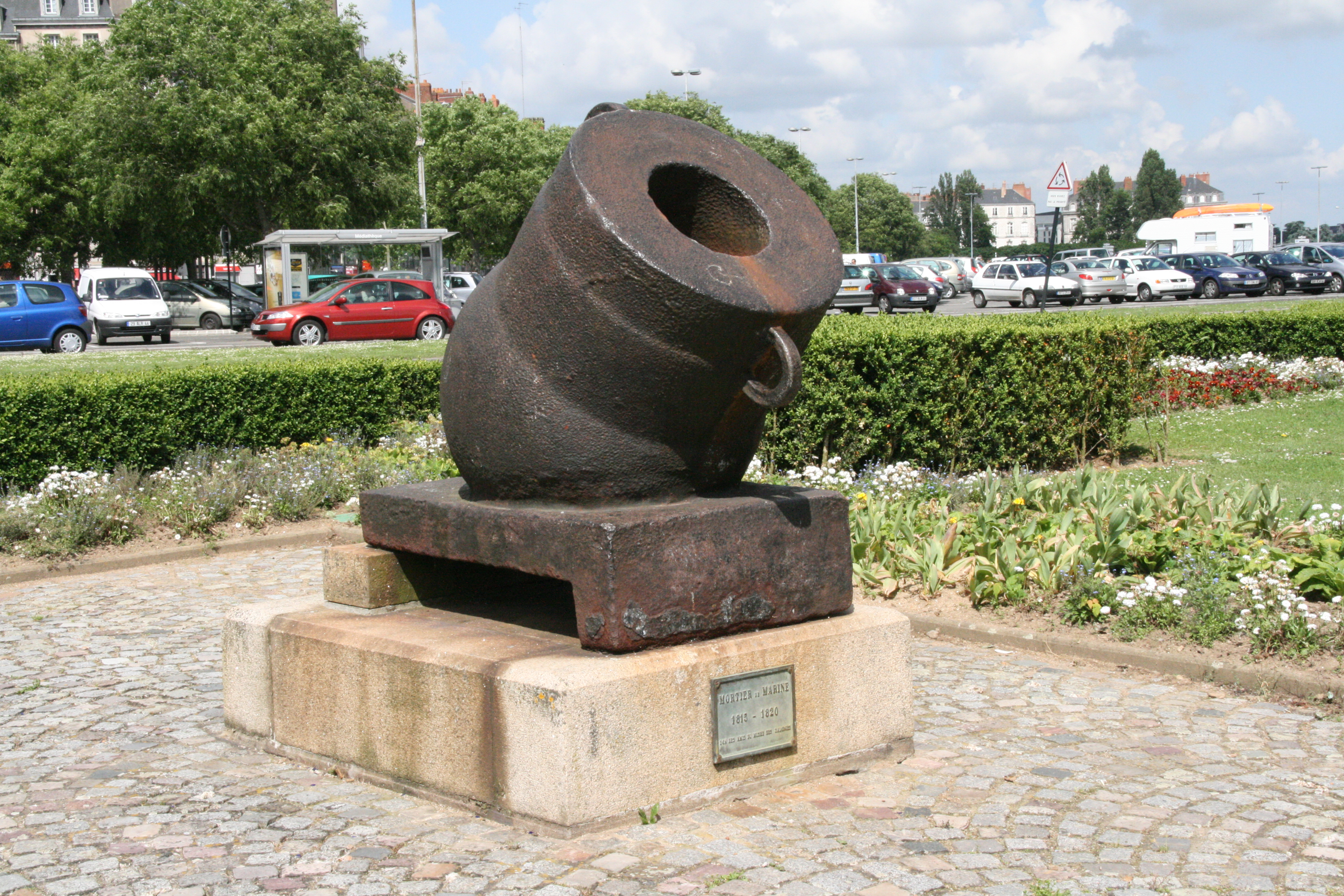
Egy haditengerészeti mozsár Nantes-ban

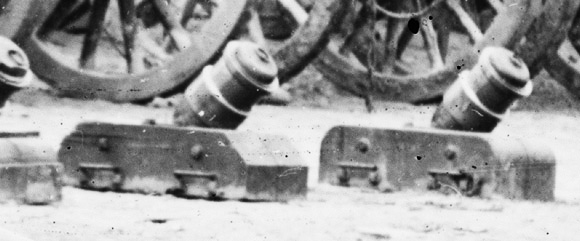
M1841-es Coehorn-mozsarak

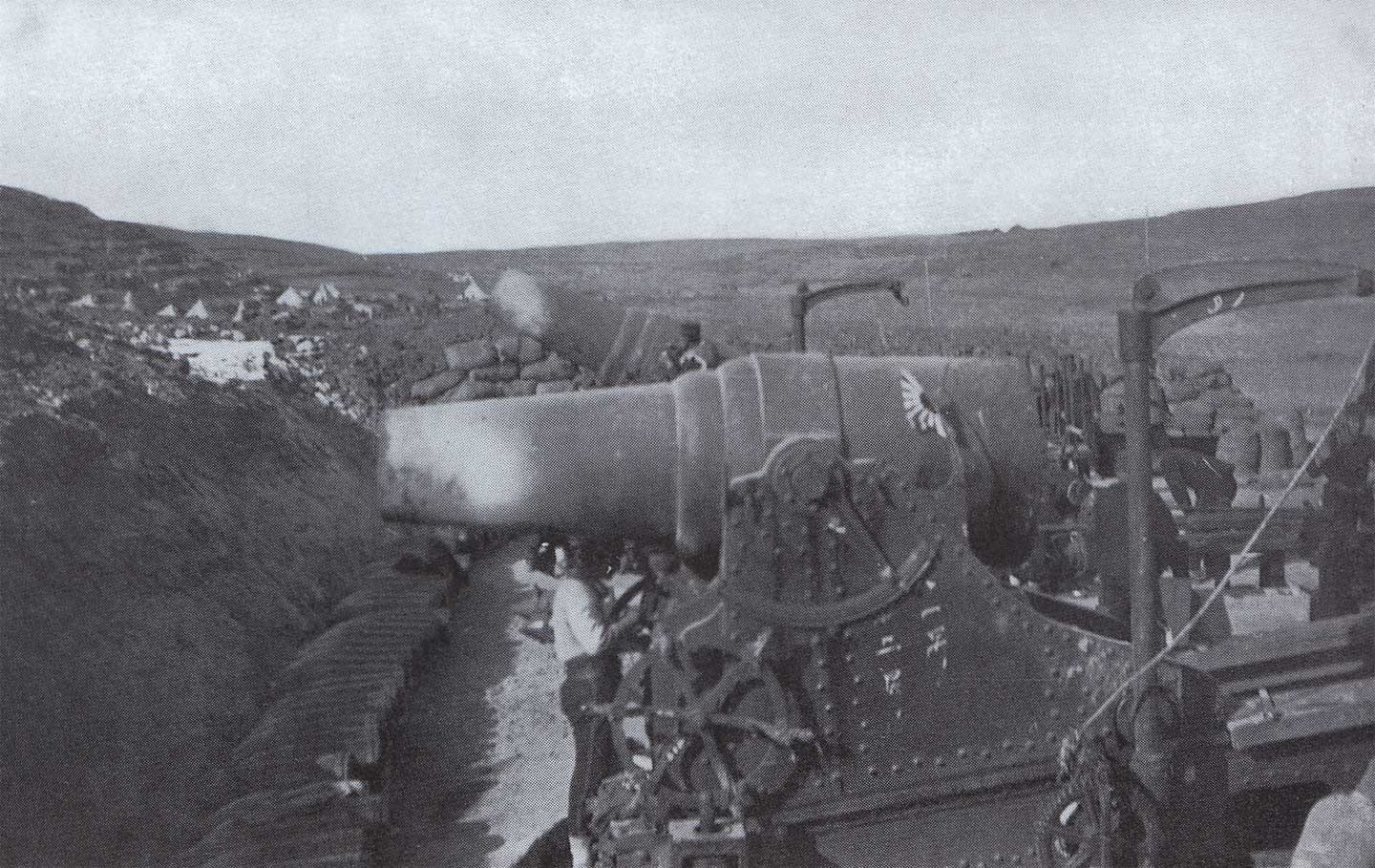
Port Arthur erődjét támadó japán 28 cm-es mozsarak

A mozsár, és általában a lövegkategóriák egységes kialakítását I. Miksa német-római császár vezette be, azonban az Európában elsőként alkalmazott ágyúk egy része is – a korabeli festményeken ábrázoltak alapján – mozsaraknak tekinthetőek. Neve (oroszul мортира (mortyira), angolul mortar, franciául mortier, németül Mörser) valószínűleg német vagy angol eredetű lehet.
Csöveik rövid  mivolta a korabeli fémmegmunkálási eljárások hiányosságaira vezethető vissza. Kellően hatásos, nagy rombolóerejű lövedéket azonban csak nagy átmérőben tudtak készíteni. Ezeket a nagy átmérőjű és tömegű lövedékeket jelentős mennyiségű lőporral tudták a célba juttatni, amihez igaz rövid, de nagy falvastagságú cső volt szükséges. Éppen emiatt a mozsarakat nagy méret és tömeg jellemezte, mozgatásuk, szállításuk rendkívül nehézkes volt. Legegyszerűbb változataik fémből, leggyakrabban öntöttvasból készült, formájuk pedig a hasonló nevű konyhai eszközre emlékeztetett, amiről a nevüket is kapták. Legfőbb előnyük az ágyúkhoz képest abban állt, hogy a lövedék alacsony kezdősebessége és a cső nagy állásszöge lehetővé tette a fedett, (várfalakkal) védett célok támadását. Továbbá a nagy átmérőjű lövedékekben, a „bombákban” elférhetett a robbanóanyag is. Az ágyúk ezzel szemben az 1830-as évekig csak tömör vas lövedéket használhattak, amíg a gránátok megfelelően biztonságos változatait el nem készítették.
Magyarországon már I. (Nagy) Lajos is alkalmazta, 1378-ban Padovában a San Lorenzo templom tornyából magyar bombardákkal lőtték a várost. Korabeli nevét (bombarda, bombázó) a bombának nevezett robbanó lövedéke miatt kapta. Nehéz szerkezete miatt azonban csak telepített formában tudták alkalmazni, rendszerint várakban, erődökben, vagy fogatolva (ló-, szarvasmarha vontatással), erős gyalogsági védelem mellett várostromokban is bevetették (pl. a törökök). A 19. századra az ágyúk fejlődésével (könnyebb szerkezet, nagy lőtáv) szerepe háttérbe szorult.
A szállítható mozsár egyik korai változatát Menno van Coehoorn báró készítette el 1673-ban, amelynek tömege kb. 180 font (kb. 80 kilogramm) volt. Ezeket az eszközöket az amerikai polgárháború során mind az északiak, mint a déliek alkalmazták. A 20. század eleji orosz-japán háború során Leonyid Nyikolajevics Gobjato és Port Arthur védője, Roman Iszidorovics Kondratyenko tábornok tervezték meg az első mozsarakat, amelyeket hajófedélzetre rögzítettek és velük 45° alatt, azaz alsó szögcsoporttal tüzelhettek. Az angol Sir Wilfred Stokes tervezte meg 1915-ben az első modern aknavetőt, amelyet már egy fő is képes volt mozgatni. A német hadsereg szintén kifejlesztett számos, 7,58 cm és 25 cm közötti űrméretű aknavetőt, illetve a gyalogság tűzerejének nüvelésére a puskagránátokat.
A 19. és 20. század során számos igen nehéz, nagy űrméretű és esetenként helyhez kötött mozsárágyút fejlesztettek ki, amelyeket városok, erődítmények ostroma során vetettek be (ilyen volt például az M1894 210 mm-es belga mozsár is). Az ostrommozsarak némelyikénél az 1 métert is megközelítette a cső belső átmérője.

### Óriásmozsarak

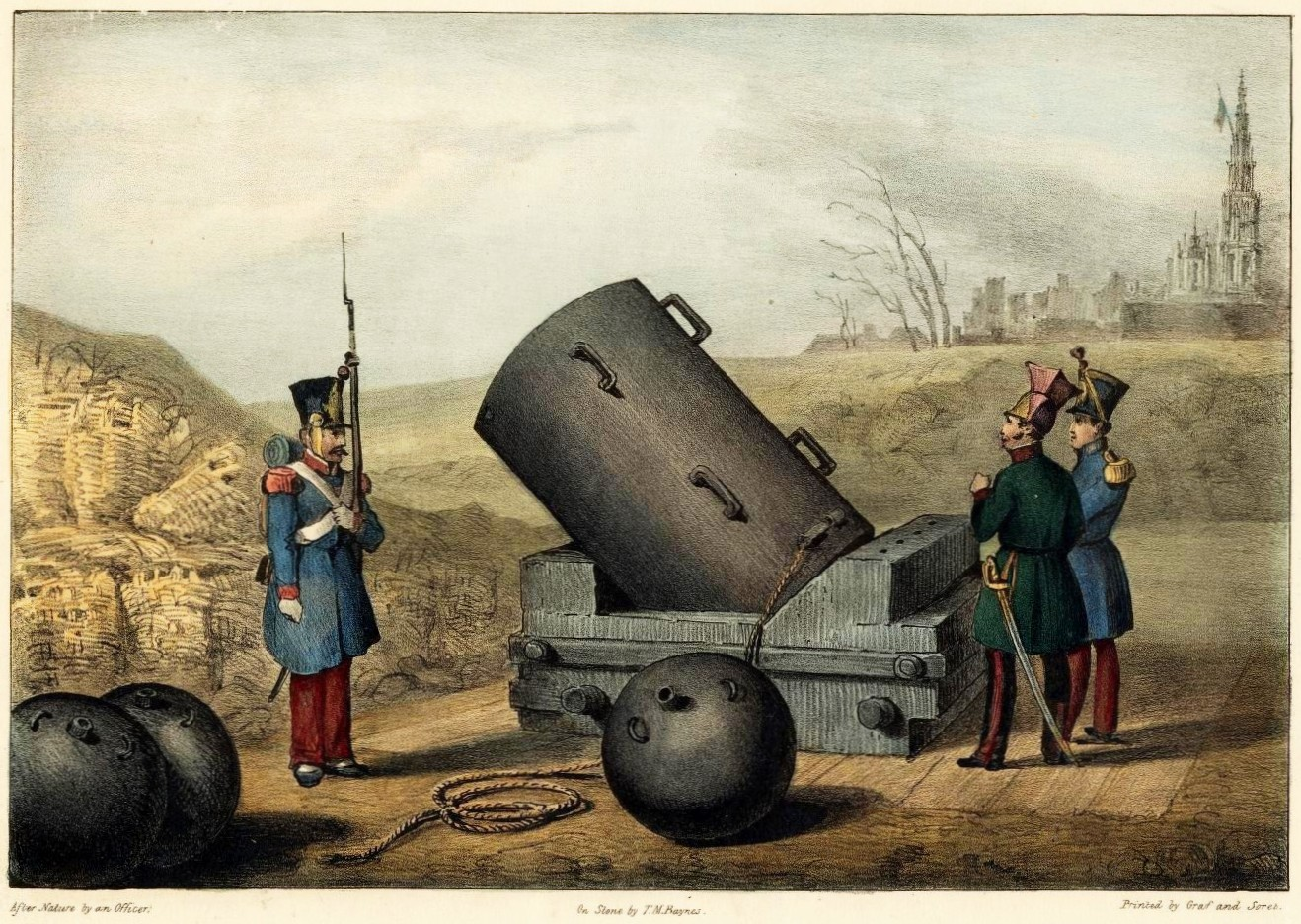
A francia „Mortier monstre”, amelyet Henri-Joseph Paixhans tervezett és 1832-ben Antwerpen ostrománál vetettek be

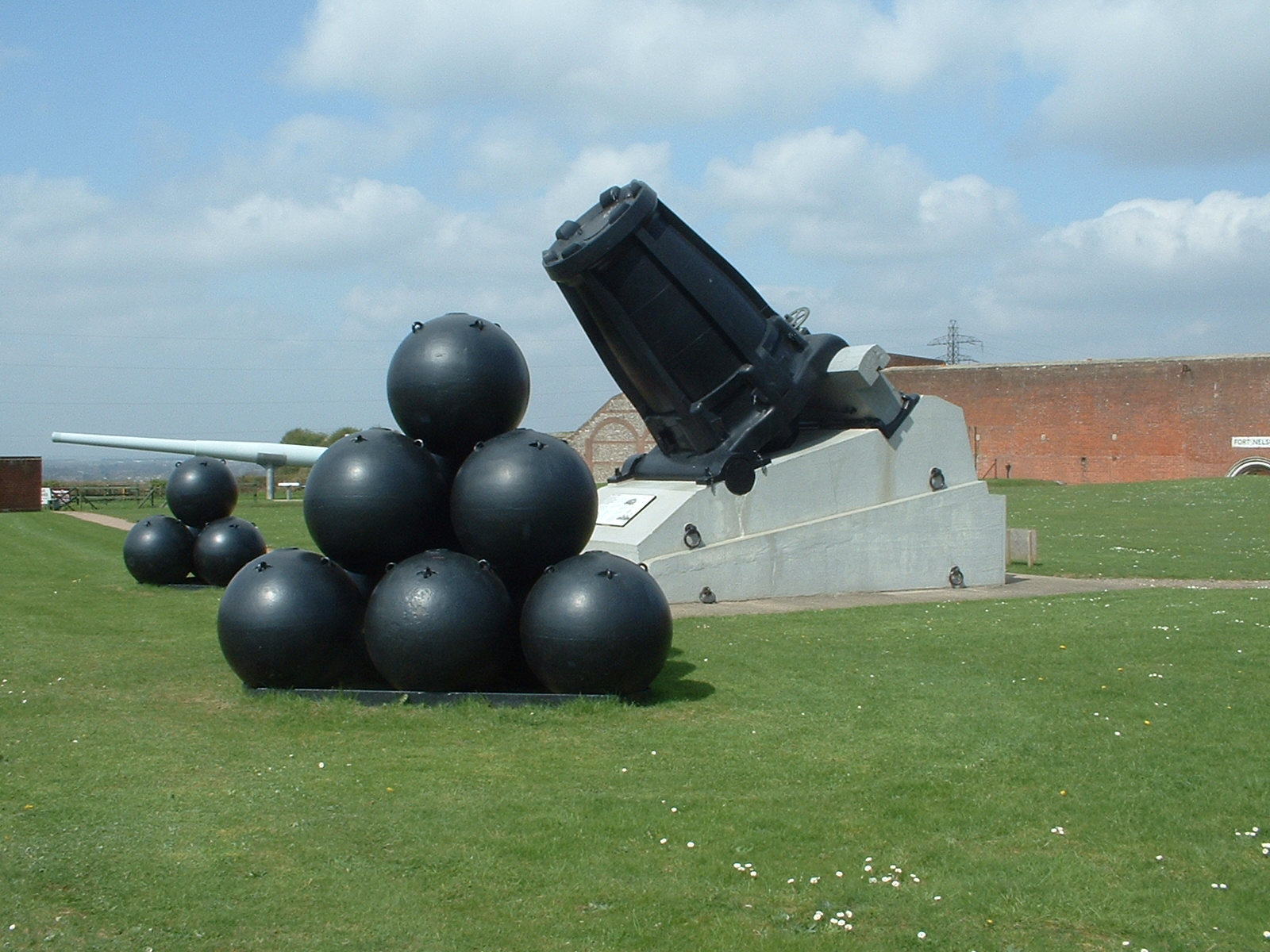
A Mallet-mozsár 36 hüvelykes csövéből 500 kg-os lövedéket lőtt ki

A New York Times 1862. február 10-i beszámolója szerint már 1809-ben Cádiz ostroma során kísérletet tettek a franciák a mozsarak méretének jelentős megnövelésére. A támadók két 13 hüvelykes (kb. 330 mm-es) mozsárból lőtték ki közel 20 kilós lövedékeiket, amelyek még tömörek voltak.
A valaha gyártott legnagyobb mozsarak közé tartozott a francia Mortier monstre („mozsármonstrum”), amelyet Henri-Joseph Paixhans hadmérnök tervezett 1832-ben. Bevetve a belga szabadságharcban történt, Antwerpen városának ostromában. A leírás alapján a mozsár tömege közel 7000 kg volt, a talapzat további 8000 kg tömegű. A mozsár 500 kg-os lövedékeket lőtt ki 24 hüvelyk (60,96 cm) űrméretű csövéből és leginkább a gránátok megbízhatatlanságáról és az újratöltés nehézkességéről vált híressé.
Nagy-Britanniában a londoni Woolwich Arsenal-ban fejlesztették ki 1857-ben a Mallet-mozsarat, amelynek 36 hüvelyk (91,44 cm) űrméretű csöve öntöttvas gyűrűkből készült, amelyeket a cső hosszában elhelyezett vasrudakhoz rögzítettek, a gránát tömege megközelítette az 1500 kg-ot. A mozsarat a krími háborúhoz fejlesztették ki, és Szevasztopol ostrománál tervezték bevetni, de a háború befejeződött a gyártás megkezdése előtt.
Az első világháborús tüzérség legnagyobb lövegei tarackok és mozsarak voltak, mint például az angol 457 mm-es (18") vasúti óriásmozsár, valamint a francia 370 mm és 400 mm-es vasúti mozsarak.
Az Osztrák–Magyar Monarchia hadseregében a szárazföldi tüzérségénél alkalmaztak 305 és 420 mm-es mozsarakat. A 305 mm űrméretű mozsár a cseh Skoda-művekben készült, a mozsár csőhossza 3,66 m volt, 380 kg tömegű gránáthoz 15,64 kg lőportöltetet használtak, a kezdősebesség 380 m/s, a lőtávolság pedig 11 km volt.
Az óriáslövegek legismertebb típusa a császári német hadsereg részére a Krupp-művek kifejlesztette a 420 mm-es mozsár. Előde az 1897-ben kifejlesztett 305 mm-es Berta partvédő mozsár, majd az 1910-ben kifejlesztett tábori tüzérségi változata, a 305 mm űrméretű Beta-Gerät (béta-eszköz). A német hadsereg azonban ezeknél – és az egyéb lövegeknél – is nagyobb tűzhatású fegyvert igényelt, ezért a kalibert 420 mm-re növelték. A „Kövér Berta” néven ismert lövegből (Dicke Bertha) összesen tíz példány készült, ezek 110 kg robbanóanyaggal töltött 930 kg-os lövedéket lőttek ki, 14 km legnagyobb lőtávolságra. Egy lövés 1914-ben kb. 3000 birodalmi márkába került: ebből 1500 márka volt a lövedék ára, 1000 márkát számoltak a csőelhasználódásra és 500 márkát az egyéb lövegrészek amortizációjára.

### Az első világháború

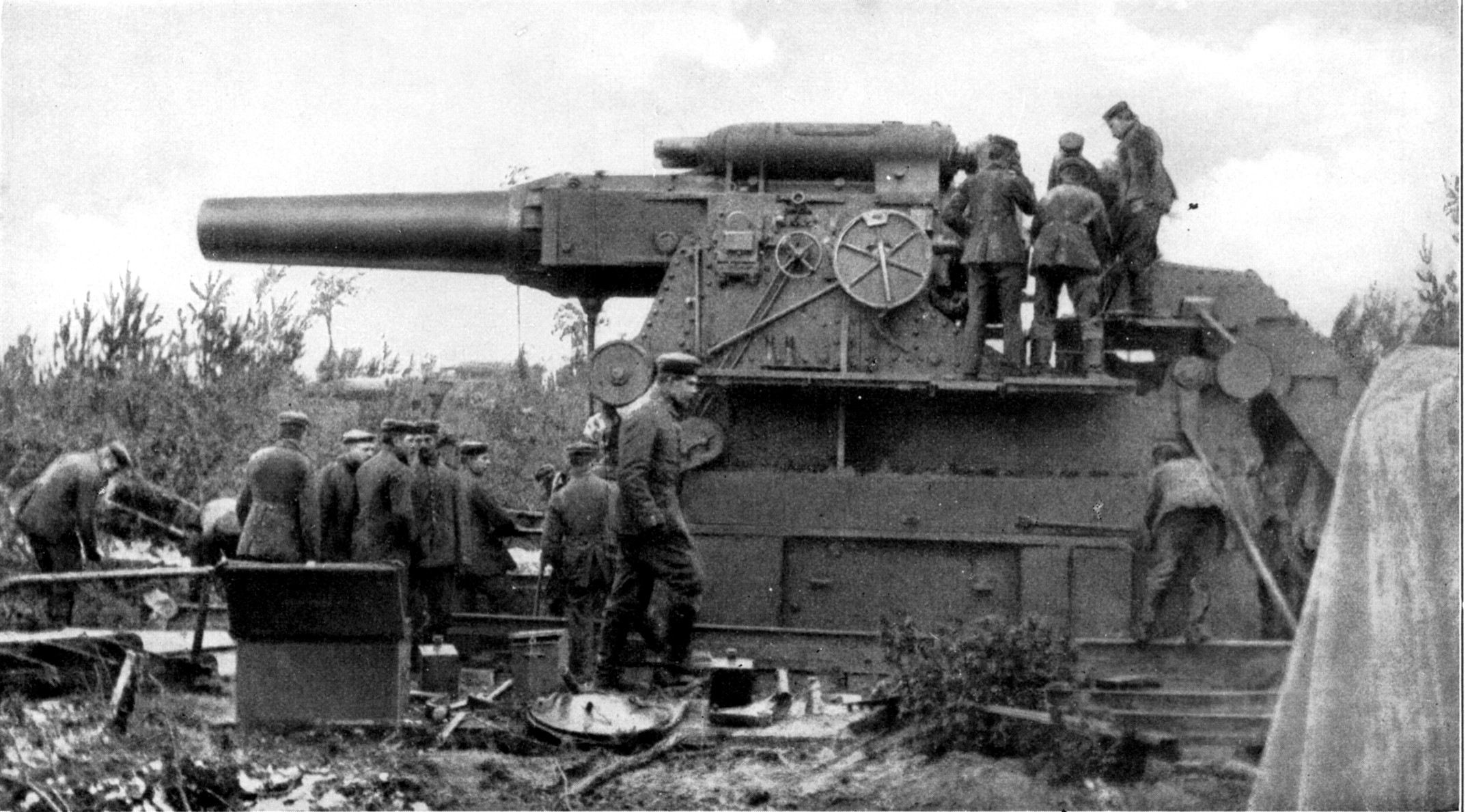
A német hadsereg 420 mm-es mozsara, a „Kövér Berta”

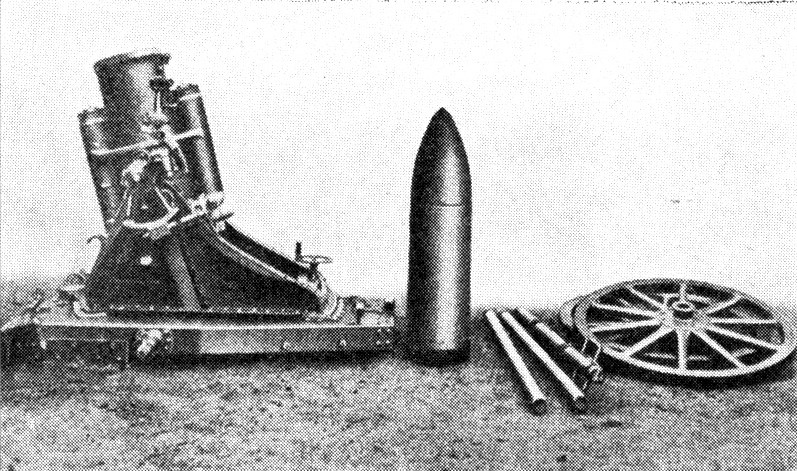
Az Osztrák–Magyar Monarchia hadseregében rendszeresített 305 mm-es mozsár

Az első világháborúra jellemző lövészárokharcok során a mozsarak jelentős szerephez jutottak, mert igen hasznosnak bizonyultak a lövészárkok elleni tüzérségi támadások során: a lövedék pályájának íve miatt sokkal könnyebben tudott behatolni a lövészárokba, mint az ágyúkból kilőtt gránátok.

### A második világháború
A második világháborúban már a felszerelés és a fegyverzet kialakításában is a mozgékonyság volt a fő szempont, ezért a hangsúly nem a fegyveróriások kifejlesztésén volt. Így például a francia tüzérség legnagyobb lövege a 240 mm-es körtüzelő ágyú volt, a szovjet tábori tüzérségnél 203 mm-es tarackágyú, illetve 240 mm-es aknavető volt a legnagyobb űrméretű fegyver. Az angolok a Little David nehéz aknavetőt fejlesztették ki a háború előtt, de a 3 láb (915 mm) űrméretű és 42 tonna tömegű fegyver nem vált be, mivel nehezen tudták mozgatni.
A német tüzérség legnagyobb lövegei közé tartozott a Karl, illetve Thor nevű, egyes források szerint 600 mm-es, mások szerint pedig 615 és 540 mm űrméretű nehéz mozsár. A Thor fejlesztését a Rheinmetall-Borsig cég kezdte el 1935-36-ban és a fejlesztés ideje alatt a célkitűzések többször változtak. 1937-ben még 500 mm-es kaliber, 2000 kg-os lövedék tömeg, 243 m/s értékű kezdősebesség, 4 km-es lőtávolság és 55°-75° közötti emelkedési szög szerepelt a fejlesztési célkitűzések között. Az óriásmozsár teljes tömege végül 124 tonna lett, mintegy 5 m hosszúságú csővel. A 2,5 m hosszú és 264 kg tömegű betongránátot 220 m/s kezdősebességgel 6800 m maximális lőtávolságra tudta eljuttatni. A csövet száz lövés leadására tervezték, de a háború alatt legfeljebb 60 lövést adott le, különböző célokra.
A mozsárágyú, illetve az aknavető nagy előnye, hogy a löveghez közeli célpontokra is képes tüzelni a lövedék ballisztikus röppályája miatt. Szintén csak a mozsár és az aknavető képes arra, hogy a lövegnél magasabban fekvő célpontokat támadjon. A hagyományos tüzérségi eszközök például nem képesek egy viszonylag közel (1 km-en belül) és 30 m-rel magasabban fekvő várost támadni. A mozsár használatának egyik „jó” példája a brüsszeli főtér (Grand-Place) lerombolása: 1695. augusztus 14-én egy francia sereg mozsaraiból mintegy 1200 gyújtóbombát lőtt ki a városközpontra, aminek következtében teljesen kiégett a városháza épülete és a környező házak.